# Addie MS
Addie MS, właśc. Addie Muljadi Sumaatmadja (ur. 7 października 1959 w Dżakarcie) – indonezyjski dyrygent, pianista, kompozytor, aranżer i producent muzyczny.
Swoją karierę muzyczną rozpoczął w 1979 r. jako aranżer i producent muzyczny. Współpracował z muzykami popowymi takimi jak Vina Panduwinata, Harvey Malaihollo, Utha Likumahuwa czy Chrisye. Był także odpowiedzialny za orkiestracje trzech utworów na albumie Dream Suite Suzanne Ciani, który został nominowany do 38. nagrody Grammy w kategorii najlepszy album new age.
Jest założycielem, dyrektorem i dyrygentem Twilite Orchestra (zał. 1991).
Jego żoną jest piosenkarka Memes.